# 세라군
세라군(일본어: 世羅郡, せらぐん)은 일본 히로시마현에 있는 군이다.
인구 13,821명, 면적 278.14km², 인구밀도 49.7명/km².(2025년 2월 1일, 추계인구)
이하 1정으로 구성된다.
- 세라정(世羅町)

## 역사
- 2004년 10월 1일: 세라군 전체 3정(세라정·고잔정·세라니시정이 대등 합병, 새로운 세라정이 성립하였다.